# Tour de France de 1912
O Tour de France 1912, foi a décima versão da Volta da França realizada entre os dias 30 de junho e 28 de julho de 1912.
Foram percorridos 5.319 km, sendo a prova dividida em 15 etapas. O vencedor alcançou uma velocidade média de 27,894 km/h.
Participaram desta competição 131 ciclistas, chegaram em Paris 41 competidores.
Nesta versão da prova pela última vez a classificação geral foi feita por pontos.
A saída aconteceu no Luna Park e a chegada no Parc des Princes.

## Resultados

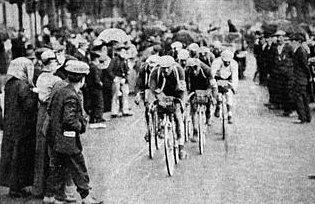
Pelotão de ciclistas no Tour de France 1912
norte da França.

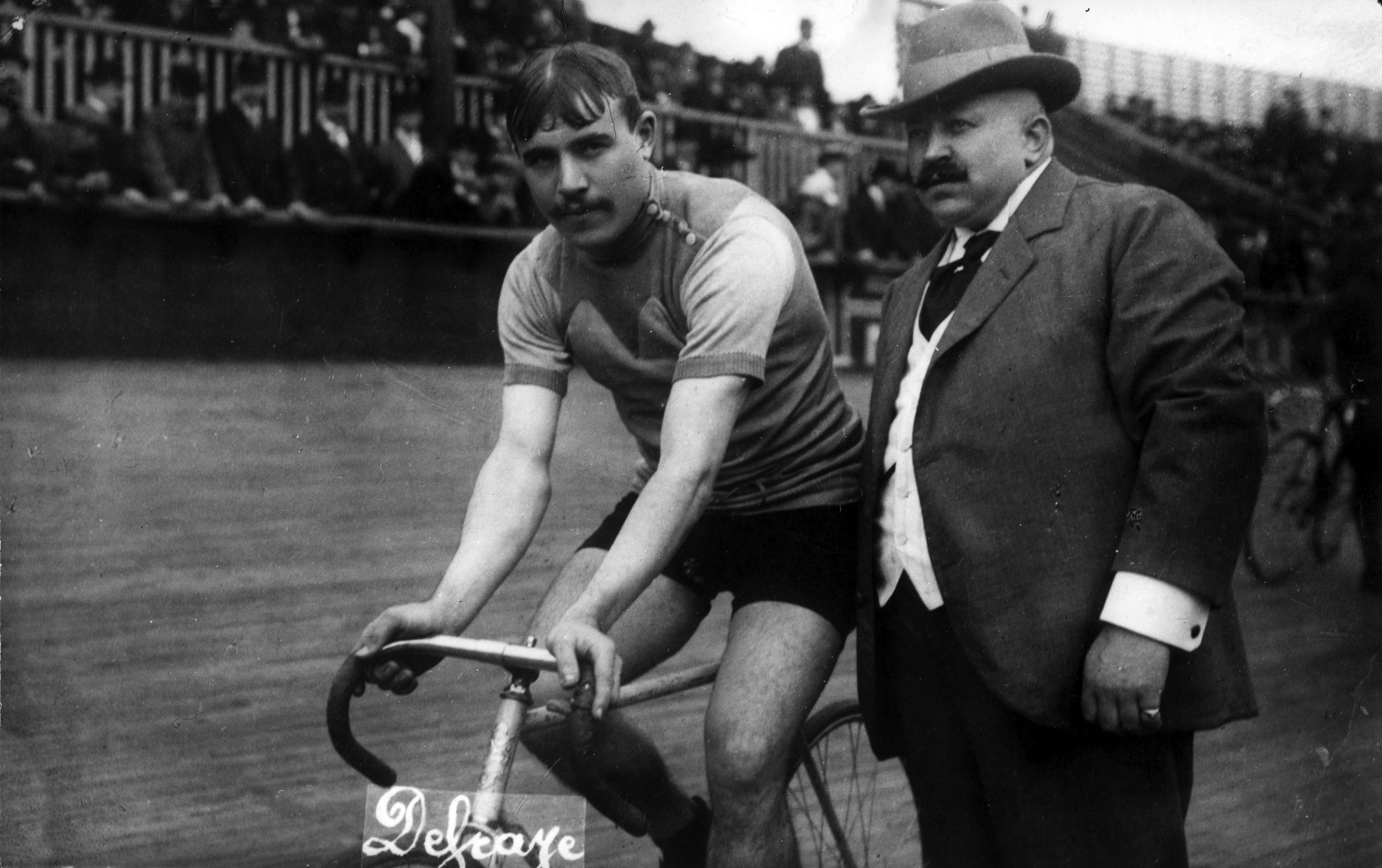
Odiel Defraye
ciclista belga (1888-1965)
vencedor da competição.

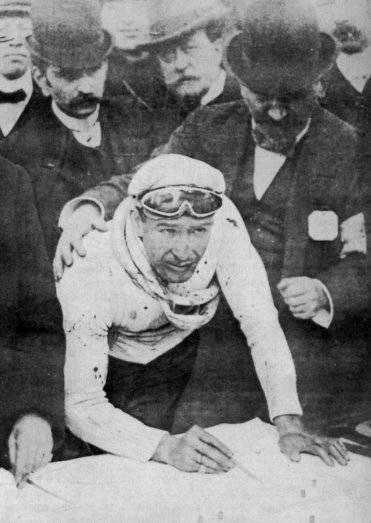
Charles Crupelandt
ciclista francês (1886-1955)
vencedor da primeira etapa.

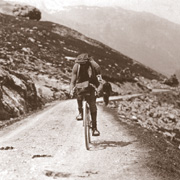
Eugène Christophe
ciclista francês (1885-1970)
a caminho da vitória na 5ª etapa.

### Classificação geral
| Posição | Nome              | País    | Pontos |
| ------- | ----------------- | ------- | ------ |
| 1       | Odiel Defraye     | Bélgica | 49     |
| 2       | Eugène Christophe | França  | 108    |
| 3       | Gustave Garrigou  | França  | 140    |
| 4       | Marcel Buysse     | Bélgica | 147    |
| 5       | Jean Alavoine     | França  | 148    |
| 6       | Philippe Thys     | Bélgica | 148    |
| 7       | Hector Tiberghien | Bélgica | 149    |
| 8       | Henri Devroye     | Bélgica | 163    |
| 9       | Félicien Salmon   | Bélgica | 166    |
| 10      | Alfons Spiessens  | Bélgica | 167    |

### Etapas
| Etapa | Data        | Percurso             | km  | Vencedor da etapa   | Líder classificação geral       |
| 1ª    | 30 de junho | Paris - Dunkerque    | 351 | Charles Crupelandt  | Charles Crupelandt              |
| 2ª    | 2 de julho  | Dunkerque - Longwy   | 388 | Odiel Defraye       | Vincenzo Borgarello             |
| 3ª    | 4 de julho  | Longwy - Belfort     | 331 | Eugène Christophe   | Odiel Defraye                   |
| 4ª    | 6 de julho  | Belfort - Chamonix   | 344 | Eugène Christophe   | Odiel Defraye                   |
| 5ª    | 8 de julho  | Chamonix - Grenoble  | 345 | Eugène Christophe   | Odiel Defraye Eugène Christophe |
| 6ª    | 10 de julho | Grenoble - Nice      | 323 | Octave Lapize       | Odiel Defraye Octave Lapize     |
| 7ª    | 12 de julho | Nice - Marselha      | 334 | Odiel Defraye       | Odiel Defraye                   |
| 8ª    | 14 de julho | Marselha - Perpignan | 335 | Vincenzo Borgarello | Odiel Defraye                   |
| 9ª    | 16 de julho | Perpignan - Luchon   | 289 | Odiel Defraye       | Odiel Defraye                   |
| 10ª   | 18 de julho | Luchon - Baiona      | 326 | Louis Mottiat       | Odiel Defraye                   |
| 11ª   | 20 de julho | Baiona – La Rochelle | 379 | Jean Alavoine       | Odiel Defraye                   |
| 12ª   | 22 de julho | La Rochelle - Brest  | 470 | Louis Heusghem      | Odiel Defraye                   |
| 13ª   | 24 de julho | Brest - Cherburgo    | 405 | Jean Alavoine       | Odiel Defraye                   |
| 14ª   | 26 de julho | Cherburgo - Le Havre | 361 | Vincenzo Borgarello | Odiel Defraye                   |
| 15ª   | 28 de julho | Le Havre - Paris     | 317 | Jean Alavoine       | Odiel Defraye                   |

CR = Contra-relógio individual
CRE = Contra-relógio por equipes